# Лаунис, Армас
Армас Лаунис (фин. Armas Launis; 1884, Тавастгус, Великое княжество Финляндское, Российская империя) — 1959, Ницца) — финский композитор, этномузыковед, музыкальный педагог, писатель и журналист.

## Композитор
Лаунис — автор десяти опер, к которым сам писал либретто. Наиболее известны:
- «Семь братьев» (1913), первая финская комическая опера
- «Куллерво» (1917);
- «Аслак Хетта» (поставлена в 2004 году под управлением Сакари Орамо);
- «Юдифь».

Среди сочинений Лауниса также камерные музыкальные композиции, кантаты, сочинения для хора, сюиты для оркестра, музыка для первого этнографического фильма «Женитьба в Карелии, стране поэзии» (1921) и другие произведения.

## Этномузыковед
Лаунис — один из первых исследователей — собирателей народной музыки. Он посещал Лапландию (1904, 1905, 1922), Кайну (1902), Ингрию (1903—1906), Карелию (1902—1905), Эстонию (1930), записывая мелодии, пение известных исполнителей, плакальщиц. Лаунис умел оценить богатство и динамизм поэзии, положенной на музыку, понимал всю значимость народной культуры. Его многочисленные публикации и коллекции и сегодня являются частью народного достояния.
Позднее, путешествуя по Северной Африке, он интересовался музыкой бедуинов, арабов и берберов, которая придаст новый колорит его собственной музыке.

## Педагог
Доктор наук (1911), агреже, преподавал с 1925 по 1922 годы музыкальный анализ и композицию в Хельсинкском университете. Совершенствовал свои знания в Берлине (у Вильгельма Клатте) и в Веймаре (у Вальдемара фон Баусснера).
Заботясь о доступности музыкального образования для всех, создал первые народные консерватории в Финляндии, которые существуют и сегодня. Руководил ими до 1930 года.
С 1920 года получал пожизненную пенсию от финского государства, при этом имея право жить за границей.

## Журналист
Стремясь сохранять контакт со своей родиной, работал постоянным корреспондентом «Helsingin Sanomat», «Uusi Suomi» и «Suomen Kuvalehti», и журналистом при Французской ассоциации по обменам в области искусства, а также является членом и основателем Общества иностранной прессы Лазурного берега.
Окончательно обосновавшись во Франции, в Ницце в 1930 году, активно участвовал в музыкальных и культурных обменах между Францией и Финляндией.

## Произведения

### Оперы
- Семь братьев (1913)
- Куллерво (1917)
- Аслак Хетта (1922)
- Песнь колдуньи (1934)
- Карельский платок (1937)
- Лето, которое так и не настало (1936)
- Жеюдит (1937—1940)
- Жили-были (1939)
- Теодора (1939)
- Замерзшие огни (1957)

### Книги
- Über Art, Entstehung und Verbreitung des estnisch-finnischen Runenmelodien (1910)
- Ooppera ja puhenäytelmä:muutamia vertailevia piirteitä (1915)
- Esivanhempieni muisto 1500—1900 (1921)
- Aslak Hetta: 3 näytöksinen ooppera (libretto — 1921)
- Kaipaukseni maa.Lapinkävijän muistoja (1922)
- Murjaanien maassa (1927)
- Suomen maaseutukaupunkien kansankonservatoriot (1927)
- Erään Turumaalaisen saaristolaisuvun vaiheita (1929)
- Tunturisävelmiä etsimässä. Lapissa 1904 ja 1905. (Minna-Riikka Järvinen)(2004)

### Коллекции мелодий
- Lappische Juoigos-Melodien (1908)(Mélodies lapones)
- Suomen kansan sävelmiä IV:Inkerin runosävelmät (1910)
- Suomen partioväen laulukirja (1917)
- Suomen kansan sävelmiä IV:II Karjalan runosävelmät(1930)
- Eesti runoviisid (Tartto 1930)

### Статьи
- Runosävelmistä (Kalevalaseuran vuosikirjaI,1921)
- Kullervo-oopperan esihistoriaa (Kalevalaseuran vuosikirja I,1921)
- Saamein säveleitä etsimässä (Kalevalaseuran vuosikirja 2,1922)
- Muuan karjalainen kanteleensoittaja (Kalevala seuran vuosikirja,1923)